# Kusel (distrito)
Kusel é um distrito (Kreis ou Landkreis) da Alemanha localizado no estado da Renânia-Palatinado.

## Cidades e municípios
| Verbandsgemeinden (Associações municipais): | Verbandsgemeinden (Associações municipais): | Verbandsgemeinden (Associações municipais): |
| --- | --- | --- |
| - 1. Altenglan 1. Altenglan¹ 2. Bedesbach 3. Bosenbach 4. Elzweiler 5. Erdesbach 6. Föckelberg 7. Horschbach 8. Neunkirchen am Potzberg 9. Niederalben 10. Niederstaufenbach 11. Oberstaufenbach 12. Rammelsbach 13. Rathsweiler 14. Rutsweiler am Glan 15. Ulmet 16. Welchweiler - 2. Glan-Münchweiler 1. Börsborn 2. Glan-Münchweiler¹ 3. Henschtal 4. Herschweiler-Pettersheim 5. Hüffler 6. Krottelbach 7. Langenbach 8. Matzenbach 9. Nanzdietschweiler 10. Quirnbach 11. Rehweiler 12. Steinbach am Glan 13. Wahnwegen | - 3. Kusel 1. Albessen 2. Blaubach 3. Dennweiler-Frohnbach 4. Ehweiler 5. Etschberg 6. Haschbach am Remigiusberg 7. Herchweiler 8. Körborn 9. Konken 10. Kusel1, 2 11. Oberalben 12. Pfeffelbach 13. Reichweiler 14. Ruthweiler 15. Schellweiler 16. Selchenbach 17. Thallichtenberg 18. Theisbergstegen - 4. Lauterecken 1. Adenbach 2. Buborn 3. Cronenberg 4. Deimberg 5. Ginsweiler 6. Glanbrücken 7. Grumbach 8. Hausweiler 9. Heinzenhausen 10. Herren-Sulzbach 11. Hohenöllen 12. Homberg 13. Hoppstädten 14. Kappeln 15. Kirrweiler 16. Langweiler 17. Lauterecken1, 2 18. Lohnweiler 19. Medard 20. Merzweiler 21. Nerzweiler 22. Odenbach 23. Offenbach-Hundheim 24. Sankt Julian 25. Unterjeckenbach 26. Wiesweiler | - 5. Schönenberg-Kübelberg 1. Altenkirchen 2. Brücken 3. Dittweiler 4. Frohnhofen 5. Gries 6. Ohmbach 7. Schönenberg-Kübelberg¹ - 6. Waldmohr 1. Breitenbach 2. Dunzweiler 3. Waldmohr¹ - 7. Wolfstein 1. Aschbach 2. Einöllen 3. Eßweiler 4. Hefersweiler 5. Hinzweiler 6. Jettenbach 7. Kreimbach-Kaulbach 8. Nußbach 9. Oberweiler im Tal 10. Oberweiler-Tiefenbach 11. Reipoltskirchen 12. Relsberg 13. Rothselberg 14. Rutsweiler an der Lauter 15. Wolfstein1, 2 |
| ¹sede do Verbandsgemeinde; ²cidade | | |